# سونگتان
سونگتان (به لاتین: Songtan) یک منطقهٔ مسکونی در کره جنوبی است.

## نگارخانه

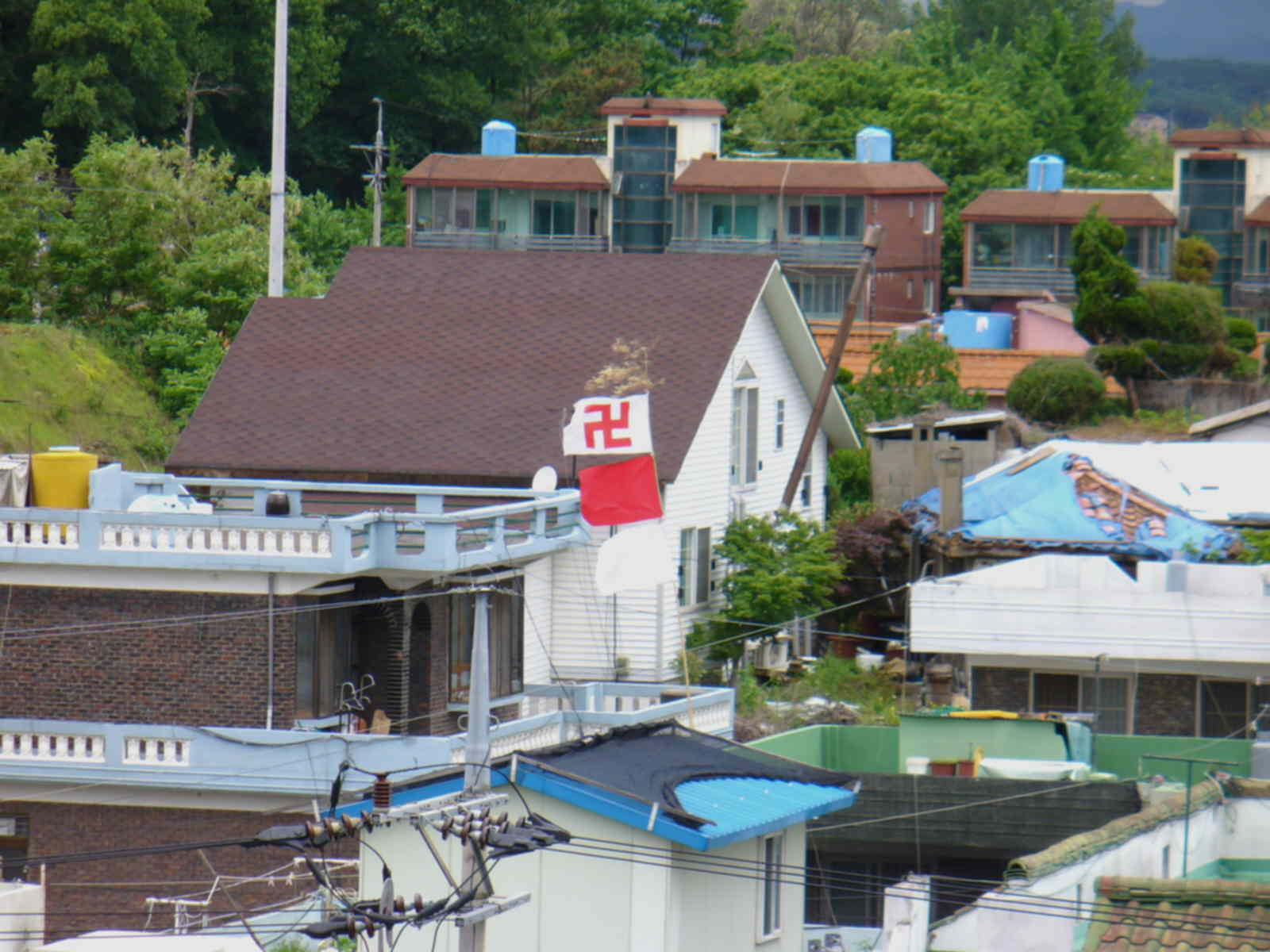
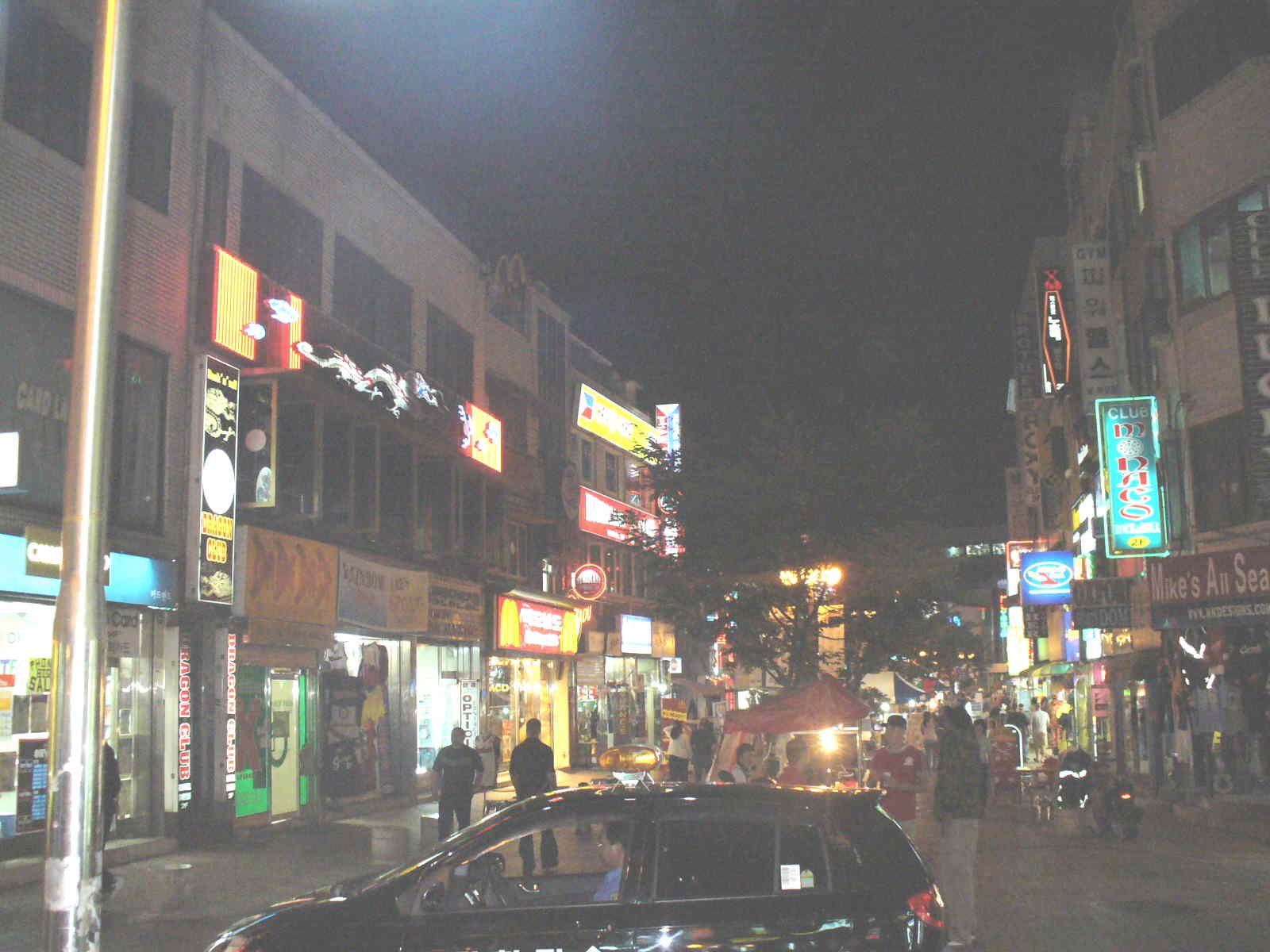